# منجم وادي الصواوين
منجم وادي الصواوين أحد مناجم الحديد الكبرى في المملكة العربية السعودية. يقع المنجم في مركز المويلح بمحافظة ضباء التابعة لمنطقة تبوك. فازت شركة التعدين الوطنية بامتياز التعديد والإنتاج في المنجم.

## المكامن التعدينية
- وادي الصواوين، شقري، حشوشي شينفا، طريت سنفانية، وادي حمراء، جريفات، أدم، بدرية: حديد، وذهب مصاحب، واحتمال وجوج معادن أساس.
- غرية:	تانتاليوم، ومعادن أرضية نادرة.
- السعد: ذهب.[2]